# Mugilogobius cavifrons
Mugilogobius cavifrons és una espècie de peix de la família dels gòbids i de l'ordre dels cipriniformes que es troba al Pacífic occidental.